# Harvey Goldsmith
Harvey Goldsmith (Edgware, 4 de março de 1946) foi o co-organizador do evento Live 8 em Hyde Park, Londres.
Goldsmith começou sua carreira de promoter em 1966, organizando eventos musicais como o "Prince's Trust" anual em Londres e apresentações históricas como o Concerts For The People Of Kampuchea em 1979 e o Live Aid em 1985. Organizou a turnê de despedida de carreira de Luciano Pavarotti em 2004.